# 二間
二間（ふたま）は、清涼殿の、夜御殿の東、弘徽殿の上の局の南、にある部屋である。

## 概要
東西の柱間が一で、南北の柱間が二であるところからの名称である。
天皇守護の祈祷をする、夜居の僧侶が伺候して修法などが行われた。
東面は格子、西面北間は唐戸で夜御殿と通じ、南間は障子、北面および南面は障子で弘徽殿上局および昼御座に接する。
『禁秘御抄』清涼殿条には「二間、敷二畳二帖一、北間向二妻戸一敷二阿闍梨座一（半帖）南間如二御講一之時、懸二御本尊寄障子一也」、『名目抄』禁中所々名条には「二間、有観音、夜居僧加持也」とあり、仏像があったことなどがわかる